# Брестская газета
«Брестская газета» («укр. Берестейська газета») — білоруська недержавна газета, яка видавалася з 18 листопада 2002 року. Поширювалася через кіоски «Білсоюздруку», по підписці «Белпошти», в об'єктах роздрібної торгівлі в Бересті та Берестейської області. Друкувалася переважно російською мовою. Останній номер вийшов 30 грудня 2020 року.

## Вихідні дані
24-смуговий тижневик формату А3. Тираж (грудень 2020 року): 5230 екземплярів.

## Історія
Перший номер «Брестской газеты» вийшов на 12 сторінках. Максимальний обсяг за час виходу газети — 40 сторінок. День виходу — четвер. Перша і остання сторінки — двокольорові (чорний + червоний).

## Сьогоднішній день
«Брестская газета» до кінця 2020 року виходила на 24 сторінках. Видання позиціонувало себе як газета для всієї родини, де публікується різноманітна інформація не тільки про Берестя та область, а й про країну та світ у цілому. У кожному номері були телепрограма (38 каналів), кросворд, гороскоп, анекдоти та реклама. Головне редакційне правило — не нав'язувати свою думку читачеві, щоб він міг робити власні висновки. Цільова аудиторія газети — молоде покоління.
У жовтні 2013 року «Брестская газета» оновила дизайн: змінилися верстка, шрифти та логотип.
Входить до складу Асоціації видавців регіональної преси Білорусі «біл. Аб’яднаныя Масмедыі».
У 2015 році редакція була змушена скоротити тираж газети у зв'язку з економічною кризою в Білорусі.
У червні 2019 року чиновники відмовили журналістові «Брестской газеты» у доступі в нову будівлю Брестського обласного суду на тематичну прес-конференцію з нагоди її відкриття через «відсутність акредитації». Газета активно висвітлювала акції протесту проти будівництва акумуляторного заводу під Берестям.
Журналістів, які співпрацюють з редакцією, неодноразово затримували і судили під час акцій протесту в Бересті. У жовтні 2020 року видання приєдналося до спільної заяви Білоруської асоціації журналістів і незалежних ЗМІ у зв'язку з тиском на портал «TUT.BY» і обмеженням к доступу до незалежних сайтів. Газета зайняла активну громадянську позицію проти насильства при висвітленні протестів, розпочала кампанію підписки на себе політичних в'язнів, друкувала їх відповіді на свої листи за ґрати.
В кінці листопада від Берестейської обласної друкарні надійшов лист із повідомленням, що час друку газети переноситься з ранку на третю годину дня. В редакції склалося враження, що збіг за часом, а це призводило до незручностей для читачів, які звикли купувати газету об 11 годині ранку, стався невипадково: згідно з угодою з «Белпоштою» саме о 15 годині номер повинен був надходити на ділянку по обробці друкованої продукції для подальшої доставки передплатникам, що стало фізично неможливим. Наступного дня після цього листа Берестейська обласна друкарня, в якій газета друкувалася всі 18 років, без будь-якої на те причини і зовсім відмовилася друкувати видання починаючи з 2021 року; факс про це підписав В'ячеслав Шахлевіч, директор друкарні.
З нагоди «тиску на популярне незалежне регіональне видання» Асоціація видавців регіональної преси Білорусі звернулася до Шахлевіча, Берестейських міськ- та облвиконкомам, Міністерства інформації з метою посприяти перегляду рішення. На думку голови Білоруської асоціації журналістів Андрія Бастунца, ситуація з «Брестской газетой» підтверджує тиск влади на регіональну пресу, бо «те, що це відбувається на рівні господарюючих суб'єктів, нікого не повинно вводити в оману».
Щоб уникнути штрафних санкцій у зв'язку з негарантованим постачанням тиражу, в кінцевому рахунку було вирішено відмовитися від послуг «Белпошти» по підписці на перше півріччя 2021 року. 19 січня 2021 року стало відомо, що «Брестская газета» тимчасово припиняє виходити через те, що всі білоруські друкарні відмовилися друкувати газету.
8 липня 2021 року в редакції був проведений обшук в рамках масштабного погрому незалежних білоруських ЗМІ. Підстави для обшуку були невідомі, через два дні редакція повідомила, що у співробітників забрали всю техніку.
Ленінський районний суд Бреста у листопаді 2021 року додав до списку екстремістських матеріалів сайт газети, а у квітні 2022 року — її Telegram-канал.
28 лютого 2023 року КДБ оголосив «Брестську газету» екстремістським формуванням; створення та участь у екстремістському формуванні є кримінальним злочином за білоруськими законами.

## «Брестская газета» у мережі Інтернет
З 2009 року у «Брестской газеты» є власний сайт, на якому спочатку публікувалася інформація, яка також розміщувалася і у друкованому вигляді. Контент сайту оновлювався раз в тиждень.
У 2017 році оновився дизайн сайту. Змінилася подача інформації, новини стали публікувалися щодня. На сайті також є авторські матеріали, які не публікуються в газеті, відео, фоторепортажі, опитування.
З 2011 року «Брестская газета» почала вести онлайн-трансляції. Вперше 6 липня репортери провели пряму трансляцію мовчазної акції протесту в Бересті.

## Оцінки
На думку викладача факультету журналістики БДУ Данііла Шаврова, газета вигідно відрізняється високою часткою аналітичних матеріалів на тлі інших видань Берестейщини. Такі статті мають різний географічний фокус, і республіканський, і регіональний, що робить їх потенційно цікавими для будь-якої аудиторії. Колонки головного редактора Віктора Марчука оцінені позитивно, наводяться як приклад статті ряду інших авторів газети.
Юрист і політичний в'язень Максим Знак у січні 2021 року в листі до редакції написав, що він пишається колективом газети, «який був поруч в найбільш ізольованих просторах» і «не змінив собі, адже газета, напевно, могла б щось видавати, що друкували б, але навряд чи б читали».

## Нагороди
- Диплом Берестейського облвиконкому «З конструктивний підхід до висвітлення різних сфер життя регіону» (2010).[33]
- Премія голови Берестейського облвиконкому «З активну журналістську позицію» журналістці Жанні Сідорук (2011),[34] яка передала її сім'ї активіста Івана Стасюка, затриманого напередодні акції «Революція через соціальні мережі» та арештованого на 10 діб за дрібне хуліганство і непокору співробітниками міліції.[35]
- Диплом за перше місце в номінації «Краще журналістське розслідування і зворотний зв'язок із читачами» конкурсу «Краща регіональна газета року 2013», організованого Асоціацією видавців регіональної преси «біл. Аб’яднаныя Масмедыі».[36]
- Диплом ІІІ ступеня в номінації «Кращий аналітичний матеріал» конкурсу «Краща регіональна газета 2015», організованого Асоціацією видавців регіональної преси «біл. Аб’яднаныя Масмедыі».[37]
- Перемога в номінаціях «Краще журналістське розслідування» (Людмила Селех і Алла Верстова), «Краща соціальна акція року» конкурсу «Краща регіональна газета 2018», організованого Асоціацією видавців регіональної преси «біл. Аб’яднаныя Масмедыі».[38]
- Перемога в номінаціях «Краще журналістське розслідування і зворотний зв'язок з читачами» (Христина Головійчук за серію матеріалів про голодуючих братів), «Освіта та культура» (Ірина Шатіло, «рос. Купила антисептики за свой счёт»), «Білоруська мова» (Марія Малявко, за серію матеріалів «біл. Мова перамен») конкурсу Асоціації видавців регіональної преси «біл. Аб’яднаныя Масмедыі», «Краще регіональне ЗМІ» у 2020 році.[39][40]